# Younite
Younite (кор.: хангиль: 유나이트, НЛ: Yunaiteu) — південнокорейський бой-бенд, створений Brand New Music. Наразі гурт складається з дев'яти учасників: Инхо, Стів, Хьонсин, Инсан, Хьонсок, Уно, Дей, Кьонмун та Шіон. Гурт офіційно дебютував 20 квітня 2022 року зі своїм першим мініальбом під назвою Youni-Birth.

## Назва
Younite означає «ТИ і Я: ми пов'язані» від англ. «YOU and I: we are connected». 

## Кар'єра

### До дебюту
У 2019 році Инсан брав участь у шоу Produce X 101, представляючи Brand New Music разом із Кім Сі Хуном, Юн Чжун Хваном і Хонг Сон Джуном, які на даний момент учасники гурту BDC. У фіналі шоу його зробили учасником дебютного складу шоу в позиції «X», що в подальшому зробило його членом гурту X1. Він дебютував у гурті 27 серпня 2019 року, і на тлі скандалу з маніпулюванням голосуванням на каналі Mnet гурт було розформовано 6 січня 2020 року.
31 серпня 2020 року Юнсан дебютував із сингл-альбомом Beautiful Scar. Для головного синглу «Beautiful Scar» він співпрацював з Пак Ву Джіном. У жовтні Инсан спільно з колишнім товаришем по гурту X1 Кім У Соком випустили сингл «Memories». 16 серпня 2021 року було оголошено, що Инсан випустить свій другий сингл-альбом Beautiful Sunshine і його головний сингл «Lemonade» 1 вересня.
У 2021 році Кьонмун брав участь у шоу Loud. Кьонмун представляв JYP Entertainment разом з Лі Ге Хуном і Амару. Він вибув у п'ятому раунді.

### 2022–тепер: дебют ізYouni-BirthіYouni-Q
18 березня Brand New Music оголосили, що Younite дебютують зі своїм першим мініальбомомYouni-Birth 20 квітня 2022 року.
25 липня Younite випустили свій другий мініальбом Youni-Q.
13 жовтня гурт оголосив про випуск третього мініальбому Youni-On, який було назначено на 31 жовтня. Реліз відбувся визначену дату, але 30 жовтня гурт скасував всі заходи присвячені камбеку через оголошену жалобу за загиблими у тисняві на святкуванні Хелловіну.
25 квітня 2023 гурт анонсував вихід свого четвертого мініальбому Light: BIT Part.1. Мініальбом вийшов 17 травня з головним синглом «Waterfall».

## Учасники
Адаптовано з їхнього офіційного сайту.
| Сценічний псевдонім | Сценічний псевдонім | Сценічний псевдонім | Справжнє ім'я | Справжнє ім'я  | Справжнє ім'я | Дата народження            | Позиція у гурті              |
| Українською         | Латиницею           | Хангилем            | Українською   | Латиницею      | Хангилем      | Дата народження            | Позиція у гурті              |
| ------------------- | ------------------- | ------------------- | ------------- | -------------- | ------------- | -------------------------- | ---------------------------- |
| Инхо                | Eunho               | 은호                | Мьон Инхо     | Myung Eun Ho   | 명은호        | 25 березня 2001 (24 роки)  | Лідер, головний вокаліст     |
| Инсан               | Eunsang             | 은상                | Лі Инсан      | Lee Eun Sang   | 이은상        | 26 жовтня 2002 (22 роки)   | Вокаліст                     |
| Стів                | Steve               | 스티브              | Ім Дохьон     | Lim Do Hyun    | 임도현        | 9 березня 2002 (23 роки)   | Вокаліст                     |
| Хьонсин             | Hyunseung           | 현승                | Кім Хьонсин   | Kim Hyun Seung | 김현승        | 15 жовтня 2002 (22 роки)   | Головний танцюрист, вокаліст |
| Хьонсок             | Hyungseok           | 형석                | Сон Хьонсок   | Song Hyungseok | 송형석        | 6 листопада 2002 (22 роки) | Саб-репер                    |
| Уно                 | Woono               | 우노                | Хон Вонхо     | Hong Won Ho    | 홍원호        | 5 квітня 2003 (21 рік)     | Вокаліст                     |
| Дей                 | DEY                 | 데이                | Кім Сехьон    | Kim Se Hyun    | 김세현        | 11 червня 2003 (21 рік)    | Головний репер               |
| Кьонмун             | Kyungmun            | 경문                | Ім Кьонмун    | Lim Kyung Mun  | 임경문        | 29 червня 2003 (21 рік)    | Вокаліст                     |
| Шіон                | Sion                | 시온                | Кім Шіон      | Kim Si On      | 김시온        | 19 жовтня 2004 (20 років)  | Вокаліст, макне              |

## Дискографія

### Мініальбоми
| Назва          | Деталі | Пікові позиції у чарті | Пікові позиції у чарті | Продажі                                  |
| Назва          | Деталі | KOR                    | JPN                    | Продажі                                  |
| -------------- | --- | ---------------------- | ---------------------- | ---------------------------------------- |
| Youni-Birth    | - Реліз: 20 квітня 2022 - Лейбл: Brand New Music - Формат: CD, цифрове завантаження, стриминг Трек-лист 1. «Youni-Birth» 2. «1 of 9» 3. «Everybody» (feat. DJ Juice) 4. «Ring Ring Ring» 5. «Oddysey» 6. «I Got the Feeling» (그런 느낌이 와) | 8                      | —                      | - Південна Корея: 28,756                 |
| Youni-Q        | - Реліз: 25 липня 2022 - Лейбл: Brand New Music - Формат: CD, цифрове завантаження, стриминг Трек-лист 1. «Traveler» 2. «Aviator» 3. «Swish» 4. «Come Around» 5. «I Like You» (널 좋아해)                                                     | 9                      | 47                     | - Південна Корея: 24,668 - Японія: 1,119 |
| Youni-On       | - Реліз: 31 жовтня 2022 - Лейбл: Brand New Music - Формат: CD, цифрове завантаження, стриминг Трек-лист 1. «Time's Up» 2. «Bad Cupid» 3. «Power» 4. «99%» 5. «Pump Your Sneakers» 6. «Bestie»                                                 | 4                      | —                      | - Південна Корея: 61,534                 |
| 빛: Bit Part.1 | - Реліз: 17 травня 2023 - Лейбл: Brand New Music - Формат: CD, цифрове завантаження, стриминг Трек-лист 1. «Icy» 2. «Waterfall» 3. «Look at the TV» 4. «TRiP» 5. «Slogan»                                                                     | 8                      | —                      | - ́ Південна Корея: 78,979                |

### Сингли
| «1 of 9»                                                                        | 2022 | 113 | Youni-Birth     |
| «Everybody»                                                                     | 2022 | —   | Youni-Birth     |
| «Aviator»                                                                       | 2022 | 155 | Youni-Q         |
| «Bad Cupid»                                                                     | 2022 | —   | Youni-On        |
| «Waterfall»                                                                     | 2023 | —   | (빛) Bit: Pt. 1 |
| «—» сингли, що не потрапили у чарт або не були випущені у відповідному регіоні. |      |     |                 |

## Нагороди і номінації
| Нагорода                         | Рік  | Категорія                 | Номінант / робота | Результат | Прим.  |
| -------------------------------- | ---- | ------------------------- | ----------------- | --------- | ------ |
| Brand of the Year Awards         | 2023 | Rookie of the Year — Male | Younite           | Номінація | [ 23 ] |
| Brand of Customer Loyalty Awards | 2023 | Male Rookie Idol Award    | Younite           | Номінація | [ 24 ] |
| Genie Music Awards               | 2022 | Best Male Rookie Award    | Younite           | Номінація | [ 25 ] |
| Hanteo Music Awards              | 2023 | Best New Male Artist      | Younite           | Номінація | [ 26 ] |
| MAMA Awards                      | 2022 | Best New Male Artist      | Younite           | Номінація | [ 27 ] |
| MAMA Awards                      | 2022 | Artist of the Year        | Younite           | Номінація | [ 27 ] |
| Seoul Music Awards               | 2023 | Rookie of the Year        | Younite           | Номінація | [ 28 ] |
| Seoul Music Awards               | 2023 | Popularity Award          | Younite           | Номінація | [ 28 ] |
| Seoul Music Awards               | 2023 | K-Wave Popularity Award   | Younite           | Номінація | [ 28 ] |